# Observatoire de l'université Harvard
Pour les articles homonymes, voir HCO.
L'observatoire de l'université Harvard (en anglais Harvard College Observatory, en abrégé HCO) est une institution fondée en 1839 et gérant un complexe de bâtiments et d'instruments destinés à la recherche astronomique du département d'astronomie de l'université Harvard. Elle est située à Cambridge, dans l'État du Massachusetts, aux États-Unis.
Le HCO détient une collection d'approximativement 500 000 clichés astronomiques sur plaques de verre pris entre 1885 et 1993 (avec une pause de 1953 à 1968). Ces archives sont une ressource unique pour étudier les variations temporelles dans l'Univers. Un projet est en cours depuis 2001 afin de numériser et d'archiver ces clichés, accessibles en ligne sur le site du projet DASCH (Digital Access to a Sky Century at Harvard).
Le Centre des planètes mineures crédite le HCO de la découverte de 55 astéroïdes numérotés entre 1974 et 1981, sous le nom "Harvard Observatory".

## Histoire

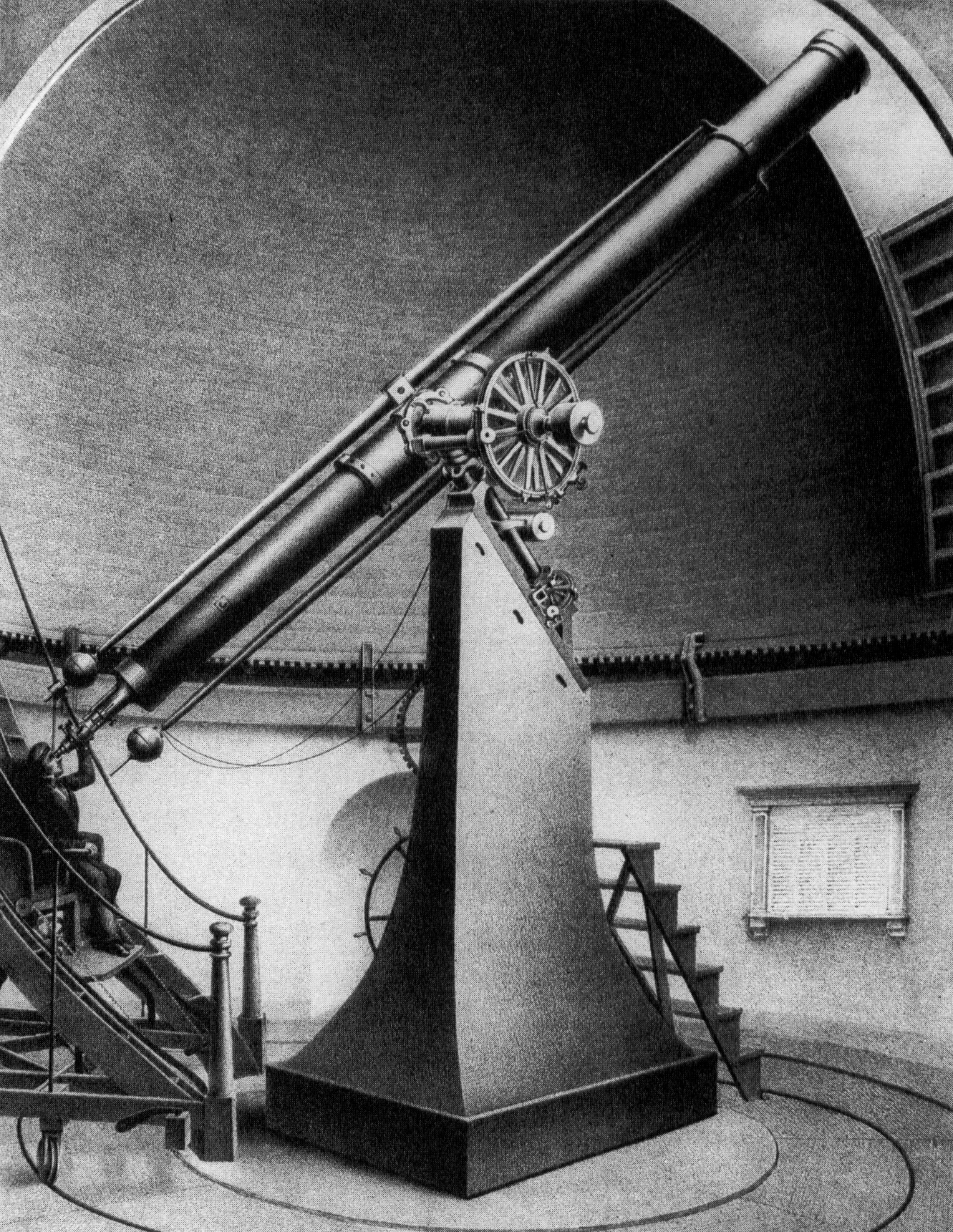
Esquisse du Grand Réfracteur d'Harvard.

En 1839, la Harvard Corporation fonde le Harvard College Observatory et nomme William Cranch Bond, un horloger de Boston, comme « Observateur astronomique de l'Université », un poste sans solde. La première lunette du HCO, nommée le « Grand Réfracteur », est installée en 1847. Elle est dotée d'un objectif de 15 pouces. À l'époque, c'est la plus grande lunette astronomique d'Amérique du Nord jusqu'en 1867.
Entre 1847 et 1852, Bond et le pionnier de la photographie John Adams Whipple utilisent le Grand Réfracteur pour produire des images de la Lune d'une grande clarté. Leurs images raflent le prix de l'excellence technique en photographie à l'Exposition universelle de 1851, au Crystal Palace de Londres.
Dans la nuit du 16 au 17 juillet 1850, Whipple et Bond font le premier daguerréotype d'une étoile, soit Véga.
En 1908, l’observatoire publie le Harvard Revised Photometry Catalogue, qui donne naissance au Catalogue d'étoiles HR, actuellement mis à jour par le Yale University Observatory sous le nom de Bright Star Catalogue.

## Femmes astronomes
Le HCO est reconnu pour avoir employé plusieurs femmes pour effectuer des calculs et examiner des photographies stellaires, dont Annie Jump Cannon, Henrietta Swan Leavitt et Cecilia Payne-Gaposchkin.

## Directeurs
- 1839-1859 : William Cranch Bond
- 1859-1865 : George Phillips Bond
- 1866-1875 : Joseph Winlock
- 1877-1919 : Edward Charles Pickering
- 1919-1921: Solon Irving Bailey (en) (directeur intérimaire)
- 1921-1952 : Harlow Shapley
- 1952-1966 : Donald H. Menzel 1952-1953 (directeur intérimaire jusqu'en 1953, puis directeur)
- 1966-1970 : Leo Goldberg
- 1971-1972 : George B. Field
- 1983–2004 : Irwin Shapiro[5]
- Depuis 2004 : Charles R. Alcock[5]